# Округ Плат (Вајоминг)
Плат (енгл. Platte County) је округ у америчкој савезној држави Вајоминг.

## Демографија
По попису из 2010. године број становника је 8.667, што је 140 (-1,6%) становника мање него 2000. године.
| Група             | 2000.         | 2010.         |
| Белци             | 8.181 (92,9%) | 7.908 (91,2%) |
| Афроамериканци    | 14 (0,2%)     | 28 (0,3%)     |
| Азијати           | 15 (0,2%)     | 32 (0,4%)     |
| Хиспаноамериканци | 465 (5,3%)    | 580 (6,7%)    |
| Укупно            | 8.807         | 8.667         |